# Joanne Stepaniak
Joanne Stepaniak (1954) és autora de llibres sobre veganisme, incloent-hi The Vegan Sourcebook i diversos llibres de cuina. En la seva obra emfatitza la compassió envers tot el món, incloent-hi aquells qui mengen carn.
Va ser elegida pel Vegetarian Hall of Fame el 19 de juny de 2008 a Johnstown, PA, al Annual Vegetarian Summerfest número 24 de la North American Vegetarian Society.

## Obra selecta
- Vegan Vittles: Recipes Inspired by the Critters of Farm Sanctuary Book Publishing Company. 1996 (ISBN 1570670250)
- The Saucy Vegetarian: Quick & Healthful No-Cook Sauces & Dressings Book Publishing Company. Gener de 2000. (ISBN 1570670919)
- The Vegan Sourcebook Segona edició: McGraw-Hill. 1 d'octubre de 2000 (ISBN 0-7373-0506-1)
- Raising Vegetarian Children McGraw-Hill. 25 de setembre de 2002 (ISBN 0658021559)
- The Ultimate Uncheese Cookbook: Delicious Dairy-Free Cheeses and Classic "Uncheese" Dishes Book Publishing Company. 10 Anv edition, Desembre de 2003 (ISBN 1570671516)
- Food Allergy Survival Guide: Surviving and Thriving With Food Allergies and Sensitivities. Healthy Living Publications. Agost de 2004 (ISBN 157067163X)